# Seward (Nebraska)
Pour les articles homonymes, voir Seward.
La ville de Seward est le siège du comté de Seward, dans l’État du Nebraska, aux États-Unis. Sa population s’élevait à 6 964 habitants lors du recensement de 2010, estimée à 7 219 habitants en 2016.

## Histoire
En 1865, M. Lewis Moffitt, pionnier et fondateur de la ville de Seward, acheta un terrain de choix. Il construisit une cabane de deux pièces pour sa famille, qui servit ensuite de lieu de rencontre et de logement pour les nouveaux arrivants. Le 1er avril 1867, la ville de Seward fut fondée. La ville de Seward fut constituée en société le 5 avril 1870. La ville fut nommée d’après le comté de Seward, qui fut baptisé « Seward » en l’honneur de William Henry Seward, secrétaire d’État sous le président Lincoln.
La célébration du 4 juillet eut lieu le 4 juillet 1868. Un mât fut planté au centre de la place publique et les dames de la ville, avec leurs mains patriotiques, confectionnèrent une bannière étoilée qui fut déployée au vent. Squire Ward, le juge de la ville, prononça le discours du jour et, à midi, les festivités furent terminées et les heureux participants, au nombre d'une vingtaine, dont toute la population de la ville, étaient rentrés chez eux.
La ville de Seward perpétue la tradition de célébrer le 4 juillet. En fait, dans une proclamation signée par le gouverneur J. James Exon le 27 mars 1973, la ville de Seward a été proclamée « la ville du 4 juillet du Nebraska » ; et le 20 mai 1979, le sénateur Edward Zorinsky a proclamé la ville de Seward « la ville nationale du 4 juillet – petite ville des États-Unis ».